# Aleksandr Dienisjew
Aleksandr Władimirowicz Dienisjew (ros. Александр Владимирович Денисьев; ur. 29 lipca 1991 w Krasnojarsku) – rosyjski saneczkarz, srebrny medalista olimpijski, dwukrotny medalista mistrzostw Europy.

## Kariera
Pierwszy sukces w karierze osiągnął w 2009 roku, kiedy podczas mistrzostw świata juniorów w Nagano zdobył brązowy medal w zawodach drużynowych. W 2014 roku wystartował na igrzyskach olimpijskich w Soczi, gdzie wspólnie z Tatjaną Iwanową, Albertem Diemczenko i Władisławem Antonowem zdobył srebrny medal w drużynie. Na tych samych igrzyskach w parze z Antonowem był piąty w dwójkach. W konkurencji drużynowej zdobył też srebrny medal na mistrzostwach Europy w Soczi w 2015 roku oraz brązowy na rozgrywanych rok później mistrzostwach Europy w Altenbergu. Na podium zawodów Pucharu Świata po raz pierwszy stanął 17 stycznia 2015 roku w Oberhofie, zajmując trzecie miejsce w dwójkach. W 2017 roku podczas mistrzostw świata na torze w Igls wywalczył brązowy medal w konkurencji sztafet.